# Zierliche Mulmnadel
Die Zierliche Mulmnadel (Platyla gracilis), auch Zierliche Nadelschnecke ist eine auf dem Land lebende Schnecken-Art aus der Familie der Mulmnadeln (Aciculidae) in der Ordnung der Architaenioglossa („Alt-Bandzüngler“).

## Merkmale
Die mittelgroßen Gehäuse der Zierlichen Mulmnadel sind 2,05 bis 3,45 mm hoch und 0,80 bis 1,25 mm breit. Sie sind sehr schlank, spindel- bis kegelförmig. Sie haben 4¾ bis 6¼ wenig gewölbte Windungen mit einer mäßig tiefen Naht, und unter der Naht mit einer ausgeprägten Kante. Die letzte Windung hat weniger als die Hälfte der Gesamthöhe. Die Mündung steigt bereits mit der vorletzten Mündung etwas an. In der Frontalansicht ist die Mündung schief birnenförmig, der Mundsaum ist erweitert. In der Seitenansicht weicht der Mundsaum unten zurück und bildet weiter oben einen nur angedeuteten Sinulus. Im Parietalbereich der Mündung ist ein Kallus vorhanden, der Angularis ist dagegen schwach entwickelt. Auch der dünne und schmale Nabelkallus ist nur ansatzweise zu erkennen. Dagegen ist der Nackenwulst hoch, aber schmal, scharf nach hinten begrenzt, und fällt leicht konkav ab. Die Mündungshöhe beträgt 0,70 bis
0,95 mm, die Mündungsbreite 0,5 bis 0,7 mm. Das rötliche bis gelbbraune Gehäuse ist mattglänzend und durchscheinend.

### Ähnliche Arten
Das Gehäuse der Zierlichen Mulmnadel ist dem Gehäuse der Glatten Mulmnadel sehr ähnlich. Es ist jedoch kleiner und schlanker und die Windungen sind schwächer gewölbt. Die Mündung ist enger, der Nabelkallus ist nur ansatzweise erkennbar. Die Schalenoberfläche glänzt eher matt, dafür ist die Schale mehr durchscheinend. Der Nackenwulst ist zwar ähnlich hoch, aber deutlich schmaler. Die Zierliche Mulmnadel unterscheidet sich von Platyla pezzolii durch das kleinere und schlankere Gehäuse. Die Nahtkante ist deutlicher ausgeprägt und der Nackenwulst ist schmaler und niedriger. Das Gehäuse von Platyla orthostoma ist im Vergleich zur Zierlichen Mulmnadel größer. Es besitzt keine Nahtkante und der Nackenwulst ist schmaler und flacher.

## Geographische Verbreitung und Vorkommen
Das Verbreitungsgebiet der Zierlichen Mulmnadel ist stark fragmentiert. Es gibt im Grunde vier Verbreitungszentren: die Berchtesgadener-Salzburger Gegend; ein Areal, das von Süd-Kärnten über Nordost-Italien und Slowenien bis West-Kroatien reicht; Mittelitalien und Griechenland. 
Sie lebt dort in Geröllhalden und Laubwäldern auf kalkigem Boden.

## Taxonomie
Das Taxon wurde 1877 von Stephan Clessin als Acme gracilis zum ersten Mal beschrieben. Die Fauna Europaea verzeichnet drei Synonyme: 
- Acicula graeca Subai 1976
- Acme rothi Clessin 1911
- Acme trigonostoma Paladilhe 1868

## Gefährdung
Die Art wird auf der Rote Liste Deutschlands als extrem selten eingestuft.

## Belege

### Online
- Animal Base: Species summary for Platyla gracilis